# Europese kampioenschappen inlineskaten 2014
De Europese kampioenschappen inline-skaten 2014 werden van 28 juli tot en met 3 augustus gehouden in Geisingen, Duitsland. Het was de zesentwintigste editie van het Europees kampioenschap sinds de invoering van de huidige inline-skates.
Het EK op de baan vond van 28 t/m 30 juli plaats, het EK op de weg volgde op 31 juli en 1 en 2 augustus en het kampioenschap werd afgesloten met een marathon op 3 augustus. Tegelijk met het hoofdtoernooi (senioren) vonden ook de kampioenschappen plaats voor junioren (onder de 19) en masters (oudere skaters). Op de 300 meter tijdrit op de piste zorgde de jonge Duitser Simon Albrecht voor een bijzondere prestatie door bij de junioren A met 23,003 seconde ruim sneller te zijn dan de winnaar bij de senioren Darren de Souza (23,538 seconde) maar De Souza won desalniettemin de Europese titel.

## Programma
Hieronder is het programma weergegeven voor dit toernooi.
| Piste   | Piste                           | Piste                           |
| Datum   | Mannen                          | Vrouwen                         |
| ------- | ------------------------------- | ------------------------------- |
| 28 juli | 300m Tijdrit Punten-/afvalkoers | 300m Tijdrit Punten-/afvalkoers |
| 29 juli | 500m Sprint Afvalkoers          | 500m Sprint Afvalkoers          |
| 30 juli | 1000m Sprint Aflossing          | 1000m Sprint Aflossing          |

| Weg        | Weg                    | Weg                    |
| Datum      | Mannen                 | Vrouwen                |
| ---------- | ---------------------- | ---------------------- |
| 31 juli    | 200m Tijdrit           | 200m Tijdrit           |
| 1 augustus | 500m Sprint Afvalkoers | 500m Sprint Afvalkoers |
| 2 augustus | Puntenkoers Aflossing  | Puntenkoers Aflossing  |
| 3 augustus | Marathon               | Marathon               |

## Nederlandse deelnemers[4]
| Mannen | Vrouwen |
| --- | --- |
| Crispijn Ariëns Ruurd Dijkstra Luc ter Haar Gary Hekman Mark Horsten Jan van Loon Niels Mesu Michel Mulder Ronald Mulder Lars Scheenstra Rick Smit | Lisanne Buurman Sharon Hendriks Mariska Huisman Manon Kamminga Bianca Roosenboom Irene Schouten Elma de Vries |

## Medailleverdeling

### Mannen
| Piste                      | Piste             | Piste             | Piste             |
| Afstand                    | Goud ·            | Zilver ·          | Brons ·           |
| -------------------------- | ----------------- | ----------------- | ----------------- |
| 300m Tijdrit               | Darren de Souza   | Ioseba Fernandez  | Nicolas Pelloquin |
| 500m Sprint                | Gwendal Le Pivert | Matthias Schwierz | Niels Provoost    |
| 1000m Sprint               | Bart Swings       | Livio Wenger      | Gwendal Le Pivert |
| 10.000m Punten-/afvalkoers | Alexis Contin     | Felix Rijhnen     | Bart Swings       |
| 15.000m Afvalkoers         | Alexis Contin     | Fabio Francolini  | Lorenzo Cassioli  |
| 3000m Aflossing            | België            | Duitsland         | Nederland         |

| Weg                 | Weg              | Weg                    | Weg               |
| Afstand             | Goud ·           | Zilver ·               | Brons ·           |
| ------------------- | ---------------- | ---------------------- | ----------------- |
| 200m Tijdrit        | Ioseba Fernandez | Ronald Mulder          | Matthias Schwierz |
| 500m Sprint         | Ioseba Fernandez | Gwendal Le Pivert      | Michel Mulder     |
| 10.000m Puntenkoers | Patxi Peula      | Fabio Francolini       | Ewen Fernandez    |
| 20.000m Afvalkoers  | Bart Swings      | Fabio Francolini       | Ewen Fernandez    |
| 5000m Aflossing     | België           | Nederland              | Portugal          |
|                     |                  |                        |                   |
| 42.195m Marathon    | Felix Rijhnen    | Guillaume de Mallevoue | Fabio Francolini  |

### Vrouwen
| Piste                      | Piste                  | Piste             | Piste            |
| Afstand                    | Goud ·                 | Zilver ·          | Brons ·          |
| -------------------------- | ---------------------- | ----------------- | ---------------- |
| 300m Tijdrit               | Erika Zanetti          | Laethisia Schimek | Giulia Bongiorno |
| 500m Sprint                | Laethisia Schimek      | Erika Zanetti     | Alisa Gutermuth  |
| 1000m Sprint               | Manon Kamminga         | Erika Zanetti     | Mareike Thum     |
| 10.000m Punten-/afvalkoers | Francesca Lollobrigida | Manon Kamminga    | Clemence Halbout |
| 15.000m Afvalkoers         | Francesca Lollobrigida | Clemence Halbout  | Justine Halbout  |
| 3000m Aflossing            | Duitsland              | Nederland         | Spanje           |

| Weg                 | Weg                    | Weg                    | Weg               |
| Afstand             | Goud ·                 | Zilver ·               | Brons ·           |
| ------------------- | ---------------------- | ---------------------- | ----------------- |
| 200m Tijdrit        | Erika Zanetti          | Giulia Bongiorno       | Laethisia Schimek |
| 500m Sprint         | Alisa Gutermuth        | Laethisia Schimek      | Erika Zanetti     |
| 10.000m Puntenkoers | Francesca Lollobrigida | Manon Kamminga         | Mareike Thum      |
| 20.000m Afvalkoers  | Francesca Lollobrigida | Sabine Berg            | Manon Kamminga    |
| 5000m Aflossing     | Duitsland              | Frankrijk              | Italië            |
|                     |                        |                        |                   |
| 42.195m Marathon    | Manon Kamminga         | Francesca Lollobrigida | Katharina Rumpus  |

### Medaillespiegel
| Plaats | Land        | Goud | Zilver | Brons | Totaal |
| 1      | Italië      | 6    | 7      | 5     | 18     |
| 2      | Duitsland   | 5    | 6      | 6     | 17     |
| 3      | Frankrijk   | 4    | 4      | 6     | 14     |
| 4      | België      | 4    | 0      | 2     | 6      |
| 5      | Spanje      | 3    | 1      | 1     | 5      |
| 6      | Nederland   | 2    | 5      | 3     | 10     |
| 7      | Zwitserland | 0    | 1      | 0     | 1      |
| 8      | Portugal    | 0    | 0      | 1     | 1      |
| Totaal | Totaal      | 24   | 24     | 24    | 72     |

Pico 1989 · 
Inzell 1990 · 
Pineto 1991 · 
Acireale 1992 · 
Valence d'Agen 1993 · 
Pamplona 1994 · 
Praia da Vitória 1995 · 
Saint-Brieuc 1996 · 
Roseto 1997 · 
Coulaines 1998 · 
Zandvoorde 1999 · 
Latina 2000 · 
Paços de Ferreira 2001 · 
Valence d'Agen 2002 · 
Padua 2003 · 
Heerde/Groningen 2004 · 
Juterborg 2005 · 
Cassano d'Adda 2006 · 
Oporto 2007 · 
Gera 2008 · 
Oostende 2009 · 
San Benedetto del Tronto 2010 ·
Heerde/Zwolle 2011 · 
Szeged 2012 · 
Almere 2013 · 
Geisingen 2014 · 
Wörgl/Innsbruck 2015 ·
Heerde/Steenwijk 2016 · 
Lagos 2017 · 
Oostende 2018 · 
Pamplona 2019 · 
Canelas 2021 · 
L'Aquila 2022 · 
Valence d'Agen 2023 · 
Oostende 2024